# Atribuição ampliada
Atribuição ampliada (ou atribuição composta) são certos operadores em algumas linguagens de programação (especialmente aquelas derivadas de C). Uma atribuição ampliada geralmente é utilizada para substituir uma declaração onde um operador toma uma variável como um de seus argumentos e então atribui o resultado de volta à mesma variável.
Por exemplo, a seguinte declaração, ou alguma variação desta, pode ser encontrada em vários programas:
```
x = x + 1
```

Isto significa "encontrar o número armazenado na variável x, adicionar 1 a ele, e armazenar o resultado da adição na variável x". Por mais simples que pareça, esta operação possuir uma ineficiência, na medida em que a localização da variável x deve ser pesquisada duas vezes se o compilador não reconhecer as duas partes da expressão como idênticas: x pode ser uma referência para algum lemento de arranjo ou possuir outra complexidade. Em comparação, a seguir está uma versão da atribuição ampliada:
```
x += 1
```

Com esta versão, não há desculpa para a falha de compilador para gerar o código que procura a loca~lização da variável x apenas uma vez, e modifica-o no local, obviamente se o código de máquina suportar tal sequência. Por exemplo, se x for uma variável simples, a sequência de código da máquina pode ser algo como
```
Load x
Add  1
Store x
```

e o mesmo código poderia ser gerado para ambas as formas. Mas se há um código op especial, poderia ser
```
 MDM  x,1
```

significando "Modificar Memória" pela adição de 1 à x e um compilador adequado geraria o mesmo código para as duas formas. Alguns códigos de máquina oferecem operações INC e DEC (para adicionar ou subtrair unidade), outras podem permitir outas constantens além de um.
Geralmente, a forma é
```
x += expressão
```

e não haverá códigos op especiais para auxiliar. Ainda há a possibilidade que se x for uma entidade complexa o compilador será estimulado a evitar duplicação ao acessar x e, obviamente, se x for um nome longo, haverá menos digitação exigida. Esta última foi a base da funcionalidade similar nos compiladores Algol oferecidos através dos sistemas Burroughts B6700, usando o símbolo tilda para suportar a variável que sendo atribuída, de modo que
```
NomeLongo:=x + sqrt(NomeLongo)*7;
```

seria
```
NomeLongo:=x + sqrt(~)*7;
```

e assim por diante. Isto é mais geral que apenas x:=~ + 1;. Produzir código otimizado continuaria sendo a competência do compilador.